# Enrique Larreta
Enrique Larreta (Buenos Aires, 4 de março de 1875 — Buenos Aires, 6 de julho de 1961) foi um historiador argentino.